# 桃源街道 (长春市)
桃源街道，是中华人民共和国吉林省长春市南关区下辖的一个乡镇级行政单位。

## 行政区划
桃源街道下辖以下地区：
桃源社区、滨河社区、长源社区、春源社区和文庙社区。